# Мангустовый лемур
Мангустовый лемур, или монго, или монгоц (лат. Eulemur mongoz) — примат из семейства лемуровых.

## Описание
Небольшой лемур, длина составляет от 31 до 45 см, хвост длиной от 45 до 65 см. Детёныши обоих полов рождаются с белой «бородкой» на мордочке, однако уже к шестинедельному возрасту во внешности проявляется половой диморфизм: у самцов шерсть на мордочке становится красной.

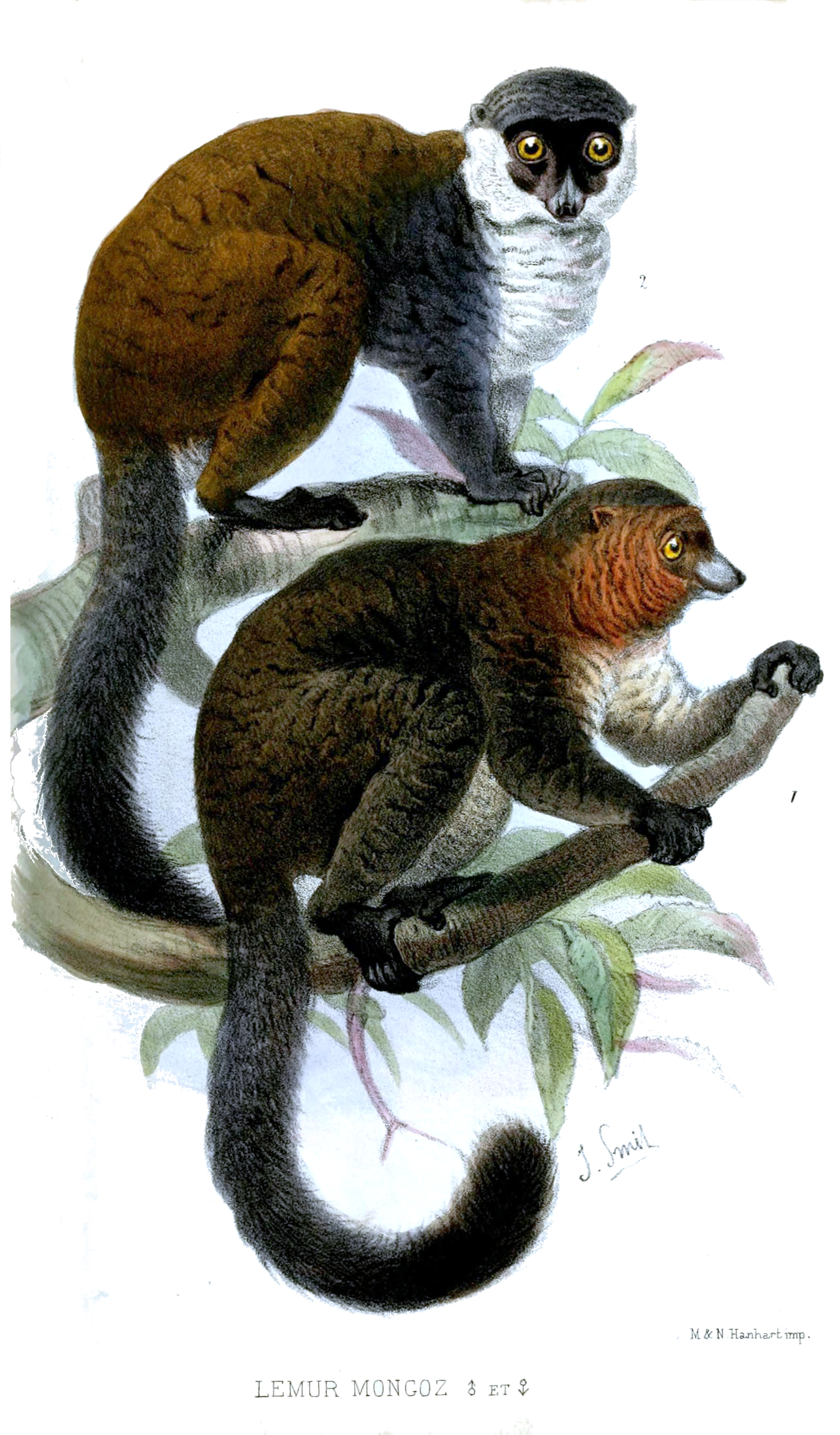
Самец и самка мангустового лемура. Заметно отличие в окрасе шерсти на морде.

Активны как днём, так и ночью, в зависимости от сезона: во время влажного сезона активны преимущественно днём, во время сухого сезона активны ночью. Живут на деревьях, хорошо прыгают, используя прыжки для перемещения с дерева на дерево. Образуют небольшие семейные группы, обычно состоящие из взрослых самца и самки и их потомства. Каждая группа достаточно агрессивно защищает свою территорию от других групп. Молодняк появляется на свет обычно перед сезоном дождей, в период с августа по октябрь. Беременность длится 4 месяца, детёныши отлучаются от груди в пятимесячном возрасте. По достижении трёхлетнего возраста наступает половая зрелость и детёныши покидают свою группу. Продолжительность жизни в неволе до 26 лет, в дикой природе — до 20 лет.
Рацион включает фрукты, цветы, листья и древесные соки. Изредка поедают личинки и жуков.

## Распространение
Мангустовый лемур встречается в сухих лиственных лесах Мадагаскара, а также во влажных лесах на Коморских островах. Это делает его одним из двух видов лемуров, живущих вне Мадагаскара, хотя считается, что на Коморские острова он был перевезён человеком.